# Nygmia semifumosa
Nygmia semifumosa là một loài bướm đêm thuộc họ Erebidae. Nó là loài đặc hữu của Borneo.